# Новиков, Андрей Георгиевич
Андре́й Гео́ргиевич Но́виков (род. 7 февраля 1996, Москва) — российский игрок в пляжный футбол, защитник. Чемпион мира 2021 года, бронзовый призер чемпионата мира 2019 года.

## Карьера
Родился 7 февраля 1996 года в Москве. Занимался в футбольной школе «Тимирязевец». Карьеру в пляжном футболе начал в 2014 году. В 2013 прошёл отбор в молодёжную команду московского «Динамо», в следующем году попал в состав основной команды.
В 2016 году стал игроком «Спартака». Вместе с ними завоевал бронзовые медали чемпионата России 2018.
В 2018 году был вызван в сборную России по пляжному футболу для участия в этапе Евролиги в Варнемюнде (Германия). В этом же году выступил на Межконтинентальном кубке, где завоевал серебро.

## Достижения
- Серебряный призёр чемпионата России: 2020
- Бронзовый призёр чемпионата России: 2018